# Tundu bejke
Tundu bejke är den albanska sångerskan Aurela Gaçes tredje studioalbum, släppt år 2001. På albumet finns 8 spår, varav samtliga framförs på albanska. Kompositören Edmond Zhulali och Kristi Popa har legat bakom flera av låtarna på albumet.

## Låtlista
| Nr | Titel                         | Längd |
| -- | ----------------------------- | ----- |
| 1. | Potpuri vlonjate              | 3:07  |
| 2. | A kanë ujë ato burime         | 3:36  |
| 3. | Cinxërfille                   | 3:41  |
| 4. | Tundu bejke                   | 3:25  |
| 5. | Venë me këmbë e vijne pa kokë | 4:12  |
| 6. | Çelo Mezani                   | 3:31  |
| 7. | Zambaku i bardhë              | 3:38  |
| 8. | M'ka shku mëndja me u fejue   | 2:58  |